# Dolbina borneensis
Dolbina borneensis là một loài bướm đêm thuộc họ Sphingidae. Loài này có ở Malaysia, Thái Lan và Borneo.